# Ultocoche
Ultocoche es una localidad ficticia creada por el escritor Juan Morillo Ganoza para ambientar su novela Fábula del animal que no tiene paradero. El pueblo está inspirado en Taurija, localidad natal del autor, y se ubica en la sierra del Perú.

## Etimología
El término «Ultocoche» deriva del quechua y significa «el culo del mundo».